# جواو تيكسيرا
جواو تيكسيرا (6 فبراير 1994 في البرتغال - ) هو لاعب كرة قدم برتغالي في مركز الوسط. شارك مع منتخب البرتغال تحت 16 سنة لكرة القدم ومنتخب البرتغال تحت 17 سنة لكرة القدم ومنتخب البرتغال تحت 18 سنة لكرة القدم ومنتخب البرتغال تحت 19 سنة لكرة القدم ومنتخب البرتغال تحت 21 سنة لكرة القدم. أما مع النوادي، فقد لعب مع فيتوريا دي غيماريش ونادي بنفيكا وS.L. Benfica B ‏ و نادي المرخية القطري.

## وصلات خارجية
- جواو تيكسيرا على موقع الاتحاد الأوربي (الإنجليزية)
- جواو تيكسيرا على موقع قاعدة بيانات كرة القدم.إي يو (الإنجليزية)
- جواو تيكسيرا على موقع Soccerbase.com (لاعب) (الإنجليزية)
- جواو تيكسيرا على موقع Soccerway.com (الإنجليزية)
- جواو تيكسيرا على موقع عالم كرة القدم.نت (الإنجليزية)
- جواو تيكسيرا على موقع AS.com (الإسبانية)